# Hipogeu Zaragoza
L'Hipogeu Zaragoza és un sepulcre del municipi de Lloret de Mar (Selva) que forma part de l'Inventari del Patrimoni Arquitectònic de Catalunya. L'hipogeu Zaragoza està ubicat en l'Avinguda de Sant Josep del cementiri de Lloret de Mar i té com a matèria primera la pedra de Montjuïc.

## Descripció
Es tracta d'una sepultura molt modesta si la comparem amb l'opulència i riquesa compositiva que podem contemplar en monuments de la talla del Panteó Casanovas i Terrats, el Panteó Costa i Macià, o bé en l'Hipogeu Conill i Aldrich. I és que el nucli o eix centralitzador de la composició recau directament sobre el mateix sarcòfag el qual no apareix camuflat o emmascarat, sinó tot el contrari, ja que apareix tal com és. El disimula lleument els ornaments ubicats per una banda en la part frontal, on també apreciem la làpida amb la inscripció "SEPULCRE D'EN NARCIS ZARAGOZA Y DELS SEUS HEREUS". Mentre que per l'altra al fons del sepulcre es disposa la decoració escultòrica figurada, la qual trenca la simetria de l'obra.
Sobre la zona que correspon al sarcòfag trobem una creu composta a base de motius florals, a la peanya de la qual es pot llegir dins un filacteri el text "ET EXPECTO RESURRECTIONEM MORTUORUM", darrera frase del Credo. Sobre la base de la creu apareix un àngel nen portador de la trompeta del Judici Final, el qual espera l'hora al costat de la creu. Aquest angelet és reeixit com així ho denota per exemple l'expressió dolça del rostre o l'acabat delicat dels cabells. L'angelet, en actitud pacient i amb l'instrument inclinat, espera l'instant en què serà encarregat de donar la notícia de la resurrecció.
La sepultura ha quedat impregnada d'una intensa capa negra, que desvirtua bastant tot el conjunt funerari. I és que una petita intervenció en matèria de manteniment i neteja seria aconsellable i apropiat.

## Història
El sepulcre va ser realitzat en l'any 1906. L'any 1906 podria proposar-se com l'any en què s'inicien les obres de construcció dels hipogeus situats a l'avinguda de Sant Josep, segon carrer en importància del conjunt del cementiri. El propietari era Narcís Zaragoza Ametller, el qual va ser un dels metges que redactaren un informe sobre les condicions sanitàries del terreny per a la ubicació del Nou Cementiri.